# Luis Aurelio Coloma
Luis Aurelio Coloma (1962) es un zoólogo, herpetólogo, y profesor ecuatoriano. Obtuvo un M.Sc. y Ph D. por la Universidad de Kansas. Hasta el 2010 desarrolló actividades académicas y científicas en el Museo de Zoología, Centro de Biodiversidad y Ambiente. Departamento de Ciencias Biológicas, de Pontificia Universidad Católica del Ecuador. Actualmente dirige el Centro Jambatu de Investigación y Conservación de Anfibios en Quito, Ecuador.

## Obra

### Algunos taxones descritos
- Allobates chalcopis
- Allobates picachos
- Allobates wayuu
- Atelopus guanujo
- Atelopus nanay
- Atelopus petersi
- Atelopus onorei
- Atelopus orcesi
- Atelopus pastuso
- Atelopus podocarpus
- Epipedobates machalilla
- Leucostethus bilsa
- Hyloxalus awa
- Hyloxalus delatorreae
- Hyloxalus maquipucuna
- Hyloxalus toachi
- Hyloscirtus staufferorum
- Hyloscirtus criptico
- Hyloscirtus tapichalaca
- Hyloscirtus princecharlesi
- Gastrotheca cuencana
- Gastrotheca elicioi
- Gastrotheca turnerorum
- Gastrotheca yacuri
- Pristimantis andinognomus
- Pristimantis simonbolivari

## Honores

### Eponimia
- Andinophryne colomai (Hoogmoed, 1985)
- Pristimantis colomai (Lynch and Duellman, 1997)
- Noblella coloma Guayasamin & Terán, 2009
- Proctoporus colomaromani  (Kizirian, 1996)
- Martiodrilus colomai (Zicsi, 1998)
- Nymphargus colomai (Guayasamin and Hutter, 2020)

## Abreviatura (zoología)
La abreviatura Coloma  se emplea para indicar a Luis Aurelio Coloma como autoridad en la descripción y taxonomía en zoología.

## Literatura
- bo Beolens, michael Watkins, michael Grayson. 2013. The Eponym Dictionary of Amphibians. Pelagic Publishing, Exeter. ISBN 978-1-907807-41-1, p. 114